# In a Glass House
In a Glass House è il quinto album in studio del gruppo britannico di rock progressivo Gentle Giant, pubblicato nel 1973.

## Storia
È il primo disco registrato dopo l'abbandono del più anziano dei fratelli Shulman, Philip. La nuova formazione a cinque elementi rimarrà invariata fino allo scioglimento del gruppo nel 1980.

## Tracce
Testi e musiche di Kerry Minnear, Derek Shulman e Ray Shulman.
Lato A
1. The Runaway – 7:16
2. An Inmates Lullaby – 4:40
3. Way of Life – 8:04

Lato B
1. Experience – 7:50
2. A Reunion – 2:12
3. In a Glass House – 8:09

## Formazione
- Gary Green – chitarra, percussioni
- Kerry Minnear – pianoforte, organo Hammond, vibrafono, percussioni, violoncello, moog, voce, cori
- Derek Shulman – voce, sassofono contralto
- Ray Shulman – basso, violino, chitarra, percussioni, voce
- John Weathers – batteria, percussioni, xilofono